# Ебралідзе Арчіл Сілованович
Арчіл Сілованович Ебралідзе (*21 березня 1908, Поті — †15 серпня 1960, Тбілісі) — радянський шахіст. Майстер спорту СРСР (1941). Перший тренер майбутнього чемпіона світу Тиграна Петросяна. Інженер-гідротехнік.
Чемпіон Тбілісі 1934, 1935, 1937. Чемпіон Грузинської РСР 1938, 1939, 1941, 1946. Учасник чемпіонату СРСР 1937.
Переклав грузинською мовою шахові підручники Емануїла Ласкера, Хосе Рауля Капабланки, Макса Ейве.